# اندری کهمن
اندری کهمن (اوکراینی: Андрій Володимирович Кохман؛ زادهٔ ۲۵ مهٔ ۱۹۹۰) بازیکن فوتبال اهل اوکراین است.